# Conferencia de las nueve potencias en Londres
La Conferencia de las nueve potencias en Londres del 3 de octubre de 1954 permitió a la República Federal de Alemania unirse a la OTAN. Al mismo tiempo, esto significó que se aboliría el estatuto de ocupación de la República Federal Alemana y sería reconocida como representante de Alemania en su conjunto en los asuntos internacionales. La conferencia preparó decisivamente los Acuerdos de París.

## Contenido
En esta conferencia, las tres potencias occidentales consideraron que el gobierno de la República Federal era “el único gobierno alemán formado libre y legalmente y, por tanto, autorizado a hablar en nombre de Alemania como representante del pueblo alemán en los asuntos internacionales”.  Los demás Estados de la OTAN adoptaron esta declaración como vinculante para ellos mismos cuando aceptaron la adhesión de la República Federal de Alemania a la OTAN.
Después del fracaso del Tratado sobre la Comunidad Europea de Defensa (CED) en la Asamblea Nacional francesa, el rearme de la República Federal, como nuevo ejército alemán después de la Segunda Guerra Mundial, planeado desde principios de los años 50, estuvo al borde del fracaso. La medida sólo era concebible en el marco de todas las potencias interesadas y una organización supranacional.
Para encontrar una solución, por invitación del Ministro de Asuntos Exteriores británico, Sir Anthony Eden, se celebró en septiembre de 1954 en Londres una conferencia con el objetivo de integrar a la República Federal en el sistema de alianzas occidental. Participaron siete países europeos (Gran Bretaña, Francia, Italia, países del Benelux y Alemania) y los países de la OTAN, Estados Unidos y Canadá. La conferencia de Londres abordó tres cuestiones principales: la adhesión de la República Federal de Alemania a la OTAN, la ampliación del Tratado de Bruselas y el restablecimiento de la " soberanía de Alemania Occidental". Para ello se crearon previamente tres grupos de trabajo en París (OTAN), Londres (Pacto de Bruselas) y Bonn (Tratado General).  Los participantes en la conferencia discutieron los temas de la adhesión a la OTAN y el Pacto de Bruselas. El Tratado General de 1952 iba a ser revisado en una conferencia entre las tres potencias occidentales y la República Federal de Alemania. Las posiciones del gobierno francés, que en ocasiones contradecían los objetivos negociadores de Estados Unidos, Gran Bretaña y Alemania Occidental, endurecieron los frentes. Era probable que las negociaciones fracasaran. Sólo cuando el Canciller Konrad Adenauer renunció voluntariamente a la producción alemana de armas ABC, misiles guiados de largo alcance, tipos de barcos pesados y bombarderos, se logró el gran avance. Los estados del Benelux aceptaron manifiestamente esta exención para eliminar el efecto discriminatorio de la autorrestricción de Alemania.  El resultado de las negociaciones se firmó el 3 de octubre.
El acta final de Londres contenía: la declaración de intenciones de las potencias occidentales de renunciar al ejercicio de sus poderes de ocupación antes de la entrada en vigor de los futuros tratados occidentales; las condiciones de entrada de la República Federal de Alemania e Italia en el Tratado de Bruselas, incluidos sus futuros poderes de control de armamentos y la declaración de renuncia de Adenauer; discutir el compromiso de EE. UU., Gran Bretaña y Canadá sobre sus contribuciones militares y la ampliación de los poderes del SACEUR; la declaración alemana de renuncia a la fuerza en la consecución de objetivos nacionales. A cambio, los aliados reiteraron sus garantías de seguridad a Alemania Occidental y confirmaron el reclamo de la República Federal de representación exclusiva en territorio alemán. 
En la República Federal de Alemania, el tratado y el rearme fueron objeto de duras críticas por parte de la oposición, sin que ésta contribuya en nada a cambiar el rumbo tomado. En cuatro conferencias celebradas en París a finales de octubre de 1954, las decisiones de Londres se concretaron y regularon en un contrato. El Tratado de Bruselas dio origen a la Unión Europea Occidental (UEO), que reemplazó a la fallida CED. El 9 de mayo de 1955 la República Federal se unió a la OTAN. Al mismo tiempo, se derogó el estatuto de ocupación y la República Federal recibió su soberanía.